# Sex Pistols
Sex Pistols var et indflydelsesrigt engelsk punk-band. I 70'erne var The Clash mere politisk motiverede, The Damned mere fleksible og Buzzcocks mere poporienterede. Ikke desto mindre blev Sex Pistols det band, der fik lavet det største aftryk på engelsk punk-kultur i 1970'erne.
Sex Pistols spillede i København på Daddy's Dance Hall den 13. og 14. juli 1977 og på Roskilde Festival den 28. juni 1996.

## Bandets historie

### Den tidlige periode
Bandet blev stiftet i 1972 med Paul Cook på trommer, Steve Jones som forsanger og Wally Nightingale på guitar, under navnet The Strand. Andre tidlige medlemmer var Glen Matlock på bas og Jim Mackin på keyboard. I 1974 kaldte bandet sig for The Swankers og spillede sit første job ved en af Paul Cooks venners fødselsdagsfest. Noones forlod kort tid herefter bandet, da han ophørte med at møde op til øveaftnerne. Bandet rekrutterede derefter bassisten Glen Matlock.
I starten af 1975 var Jones og Nightingale uenige om, hvilken retning bandet skulle bevæge sig i. Nightingale forlod bandet, Jones overtog guitarspillet og bandet stødte ind i Johnny Rotten, der iklædt en hjemmelavet "I hate Pink Floyd"-T-shirt stod i Sex Pistols' yndlingsbutik en dag. Han blev optaget efter en optagelsesprøve, der bestod af at synge med på Alice Coopers "I'm Eighteen".[kilde mangler]
Malcolm McLaren blev herefter bandets manager og blev bedt om at finde på et navn til gruppen. Et af forslagene var "QT Jones and his Sex Pistols", der blev forkortet til Sex Pistols. Bandet var under McLarens hånd inspireret blandt andet af New York Dolls og The Ramones. 
Bandet spillede deres første gig under det nye navn d. 6. november 1975. Matlock havde arrangeret koncerten, fordi han var festarrangør på det college, de skulle spille på, og ansatte altså sit eget band til at underholde. I resten af 1975 spillede de på andre colleges og kunstskoler, og i 1976 begyndte de at spille i forskellige klubber og på pubber. I september 1976 spillede de deres første koncert udenfor Storbritannien, da de spillede til en åbning af en klub i Paris. De tog herefter på en turné udenfor Storbritannien i omkring 14 dage, og på turnéen blev bandet opdaget af EMI.

### EMI og Today
Efter et job på Londons første punkfestival fik bandet en pladekontrakt på det store pladeselskab, EMI. Sex Pistols første single, "Anarchy in the U.K." blev udgivet hos EMI 26. november 1976. Bandets første store opmærksomhed blev skabt, da Rotten i et live-interview på BBC i programmet Today den 1. december 1976 i den bedste sendetid blandt andet sagde "shit", og Steve Jones kaldte intervieweren en "fucking rotter". Selvom programmet kun blev sendt lokalt i London, var det nok til at skabe de næste mange dages avisoverskrifter. Daily Mirror havde den berømte overskrift "The Filth and the Fury", og Daily Express skrev "Punk? Call it filthy lucre!" – begge dele blev siden anvendt som titler på Sex Pistols-projekter. Intervieweren blev suspenderet i 14 dage på grund af interviewet, og Today blev taget af æteren to måneder senere.[kilde mangler]
Herefter blev "Anarchy Tour" indledt, men mange af koncerterne blev aflyst af de lokale myndigheder, mens flere af de afholdte koncerter endte i halvoprørske scener.

### Sid Vicious
Efter afslutningen på "Anarchy Tour" besluttede EMI at det var for farligt for Sex Pistols at være i Storbritannien,[kilde mangler] så der blev arrangeret en koncert i Amsterdam i januar 1977. Bandet landede i Heathrow efter deres koncert, og på grund af dårlig presse besluttede EMI sig for at droppe bandet helt. 
Dette var Matlocks sidste koncert, og han blev erstattet af Johnny Rottens ven Sid Vicious, der blev taget med på grund af hans "punk attitude", på trods af stærkt begrænsede musikalske evner. Vicious' bas var ifølge Jon Savages biografi om Sex Pistols som regel skruet helt ned eller slukket til koncerterne. Ifølge Lydons selvbiografi skiftedes Steve Jones og Matlock til at spille bas pladerne (Matlock blev hyret som studiemusiker). Vicious optrådte første gang ved en koncert i april 1977. Sid Vicious døde som 21-årig den 2. februar 1979 af en overdosis heroin. Han havde fundet heroinen i sin mors taske, efter en "Velkommen tilbage"-fest hos en ven i New York, samme dag som han var blevet løsladt mod kaution efter at være arresteret i forbindelse med anklager om drab på sin kæreste Nancy Spungen.

### God Save the Queen
Bandet skrev kontrakt med A&M i marts 1977, men på grund af festen arrangeret for at fejre kontrakten, blev kontrakten annulleret indenfor en uge.[kilde mangler] Bandet skrev i stedet kontrakt med Virgin Records, der lovede bandet fuld kunstnerisk frihed.
Gruppens anden single "God Save the Queen" blev udgivet i maj 1977, der med teksten "There is no future in England's dreaming" blev definerende for hele punkbevægelsen. Resultatet af singlen blev, at bandets musik blev forbudt af BBC, der med Radio 1 var den klart dominerende musikkanal. 
Da Dronning Elizabeth II havde 25 års jubilæum som regent opnåede albummet en status som nummer to i nogle hitlister, mens andre hitlister havde undladt at trykke ugens vinder. Mange mener derfor, at albummet opnåede nummer et i alle hitlisterne, men at man manipulerede data. En radiostation proklamerede sangen som nummer et, men nægtede at spille sangen.
Bandets næste koncert, der foregik på en båd på Themsen blev ryddet af politiet, selvom koncerten var arrangeret på lovlig vis. Johnny Rotten blev overfaldet af pro-royalister, hvilket forsinkede den efterfølgende turné i Skandinavien med et par uger. Bandets næste turné i Storbritannien var kendt under navnet SPOTS (Sex Pistols On Tour Secretly), og blev spillet under pseudonym.

### Never Mind the Bollocks
Bandets første album Never Mind the Bollocks, Here's the Sex Pistols blev udsendt d. 28. oktober 1977. Albummet inkluderede singlerne "Pretty Vacant" og "Holidays in the Sun". En pladebutik i Nottingham blev truet med retsforfølgelse for at vise albummets cover (der ikke er forsynet med billeder).[kilde mangler] Den efterfølgende retssag blev vundet af pladebutikken, da en professor i lingvistik kunne fortælle at ordet "bollocks" var et legitimt oldengelsk begreb, der oprindeligt henviste til en præst, og selvom ordet kunne anvendes som slang for testikler betød det i denne sammenhæng "nonsens".

### Begyndelsen på pausen
I starten af 1978 blev en USA-turné arrangeret. Turen skulle være begyndt i december 1977, men på grund af bandmedlemmernes forskellige problemer med ordensmagten, kunne de ikke få deres visa i orden til tiden. Deres 14-dages turné var dårligt planlagt, og blandt andet fik Vicious bank af sine egne bodyguards, og bandet spillede steder, hvor publikum var meget lidt velvilligt indstillede (blandt andet i det sydlige USA).[kilde mangler] På den sidste dag forlod Rotten bandet i løbet af koncerten med afskedskommentaren "Ever get the feeling you've been cheated?".[kilde mangler]
Efter Rotten forlod bandet, blev der gjort to forsøg på at indspille en film om Sex Pistols. Den første, Who Killed Bambi, kom aldrig længere end 1½ dag i optagelserne. Den anden film blev indspillet i sommeren 1978, og filmen ved navn The Great Rock 'n' Roll Swindle blev skrevet af McLaren, og var en fiktiv fortælling om, hvordan han manipulerede bandet.
Bandet har siden været gendannet nogle gange. Bl.a. i 1996, hvor de spillede til Roskilde-festivallen og måtte forlade scenen efter ca. en halv time, eftersom nogle blandt publikum blev ved med at kaste glasflasker op på scenen. Dette scenarie har siden resulteret i en manglende spillelyst blandt bandmedlemmerne. Senest blev Sex Pistols genforenet til en række koncerter i London i 2007.

## Bandets indflydelse
Sex Pistols forblev en stor indflydelse på det britiske kulturlandskab. Tidligere udfordringer af det klasseopdelte Storbritannien var kommet fra overklassen selv, igennem satirens boom igennem 1960'erne og starten af 1970'erne (med Monty Python som et hovedeksempel), mens Sex Pistols kommunikerede utilfredsheden på en måde, der blev forstået og følt af langt videre kredse. Sex Pistols kom på et tidspunkt, hvor det økonomiske boom var ved at være ovre, arbejdsløsheden var stigende og tidens popmusik var ualmindelig sød. Deres aggressive tekster og attitude blevet taget for pålydende af den konservative presse, men deres største indflydelse var måske som ventil for en spirende utilfredshed.

## Bandmedlemmer
Sex Pistols' medlemmer:
- Johnny Rotten – sang (1975-1978, 1996, 2002- 2003, 2007-2008)
- Steve Jones – guitar (1975-1978, 1996, 2002, 2003, 2007-2008)
- Glen Matlock – bas (1975-1977, 1996, 2002, 2003, 2007-2008)
- Paul Cook – trommer (1975-1978, 1996, 2002, 2003, 2007-2008)
- Sid Vicious – bas (1977-1978)

På Great Rock 'n' Roll Swindle medvirkede:
- Ronnie Biggs – sang på "No One Is Innocent" og "Belsen Was A Gas" (1978)
- Malcolm McLaren var bandmanager, men sang også på "You Need Hands" (1979)
- Edward Tudor-Pole – sang på "The Great Rock 'n' Roll Swindle", "Rock Around The Clock", og "Who Killed Bambi?" (1979)

## Diskografi

### Album
- Never Mind the Bollocks, Here's the Sex Pistols (28. oktober 1977)
- The Great Rock 'n' Roll Swindle (26. februar 1979)
- Some Product: Carri on Sex Pistols (interviews and radiospots) (27. juli 1979)
- Flogging a Dead Horse (compilation) (16. februar 1980)
- Kiss This: The Best Of (10. oktober 1992)
- Filthy Lucre Live (24. juni 1996)
- Jubilee: The Best Of (27. maj 2002)
- Sex Pistols Box Set (2. juni 2002)
- Raw and Live (16. februar 2004)

### Sid Vicious Solo album
- December 1979 – Sid Sings

### Hitsingler
- Fra "Never Mind the Bollocks, Here's the Sex Pistols" 
  - 26. november 1976 – "Anarchy in the UK"
  - 27. maj 1977 – "God Save the Queen"
  - 2. juli 1977 – "Pretty Vacant"
  - 15. oktober 1977 – "Holidays in the Sun"
- Fra "The Great Rock 'n' Roll Swindle" 
  - 30. juni 1978 – "No One Is Innocent"
  - 9. februar 1979 – "Something Else"
  - 30. marts 1979 – "Silly Thing"
  - 22. juni 1979 – "C'mon Everybody"
  - 18. oktober 1979 – "The Great Rock 'n' Roll Swindle"
  - 4. juni 1980 – "(I'm Not Your) Stepping Stone"
- Fra "Kiss This: The Best Of" 
  - Oktober 1992 – "Anarchy in the UK" (genudgivelse)
- Fra "Filthy Lucre Live" 
  - Juni 1996 – "Pretty Vacant" (live)
- Fra "Jubilee: The Best Of" 
  - 27. maj 2002 – "God Save the Queen" (genudgivelse)

## Ekstern henvisning
- Sex Pistols – God Save The Sex Pistols
- John Lydons (Johnny Rottens) officielle hjemmeside